# 고백 한 잔
고백 한 잔(Drink And Confess)은 한국에서 제작된 윤성현 감독의 2009년 영화이다. 정재웅 등이 주연으로 출연하였고 윤성현 등이 제작에 참여하였다.

## 출연

### 주연
- 정재웅
- 이민웅
- 권귀빈
- 김예은

## 제작진
- 조명: 지윤정
- 조감독: 최영석
- 녹음: 최영석
- 미술: 윤성현